# Dan Devine
Dan Devine (né le 22 décembre 1924 - mort le 9 mai 2002) est un ancien joueur et entraîneur américain de football américain. Entraîneur universitaire d'Arizona State de 1955 à 1957, du Missouri de 1958 à 1970 et de Notre Dame de 1975 à 1980, il termine sa carrière sur un bilan de 173 victoires pour 56 défaites et est élu en 1985 au College Football Hall of Fame.
Il entraîne les Packers de Green Bay de 1971 à 1974. Il meurt en 2002 à l'âge de 77 ans.